# 29832 Steinwehr
29832 Steinwehr è un asteroide della fascia principale. Scoperto nel 1999, presenta un'orbita caratterizzata da un semiasse maggiore pari a 2,6130285 UA e da un'eccentricità di 0,1097826, inclinata di 5,13801° rispetto all'eclittica.